# Uayalceh
Uayalceh es una localidad , ubicada en el estado mexicano de Yucatán, específicamente en el municipio de Abalá que se encuentra en la Zona Sur Poniente o Región VIII del mismo estado.
La localidad tiene una altitud de 10 metros sobre el nivel del mar y su población era de 2323 habitantes en 2010, según el censo realizado por el INEGI. El poblado se localiza a una distancia de 27 km de la ciudad capital del estado, Mérida. y a 33 km de la ciudad de Ticul al sur del estado.estado.
Calchen.
1835.

## Geografía

### Localización
Uayalceh se localiza en las coordenadas 20°41′40″N 89°35′38″O / 20.69444, -89.59389 (20.694444, -89.593889). De acuerdo con el censo de 2010, la población tenía una altitud promedio de 10 metros sobre el nivel del mar.
Se encuentra distibuidos en 4 Barrios 
- Shaman
- Nojok
- Avenida " El cerrito "
- Ampliación "El Cerrito "

## Importancia histórica
Tuvo su esplendor durante la época del auge henequenero y emitió fichas de hacienda las cuales por su diseño son de interés para los numismáticos. Dichas fichas acreditan la hacienda como propiedad de A.L. Peón.

## Galería

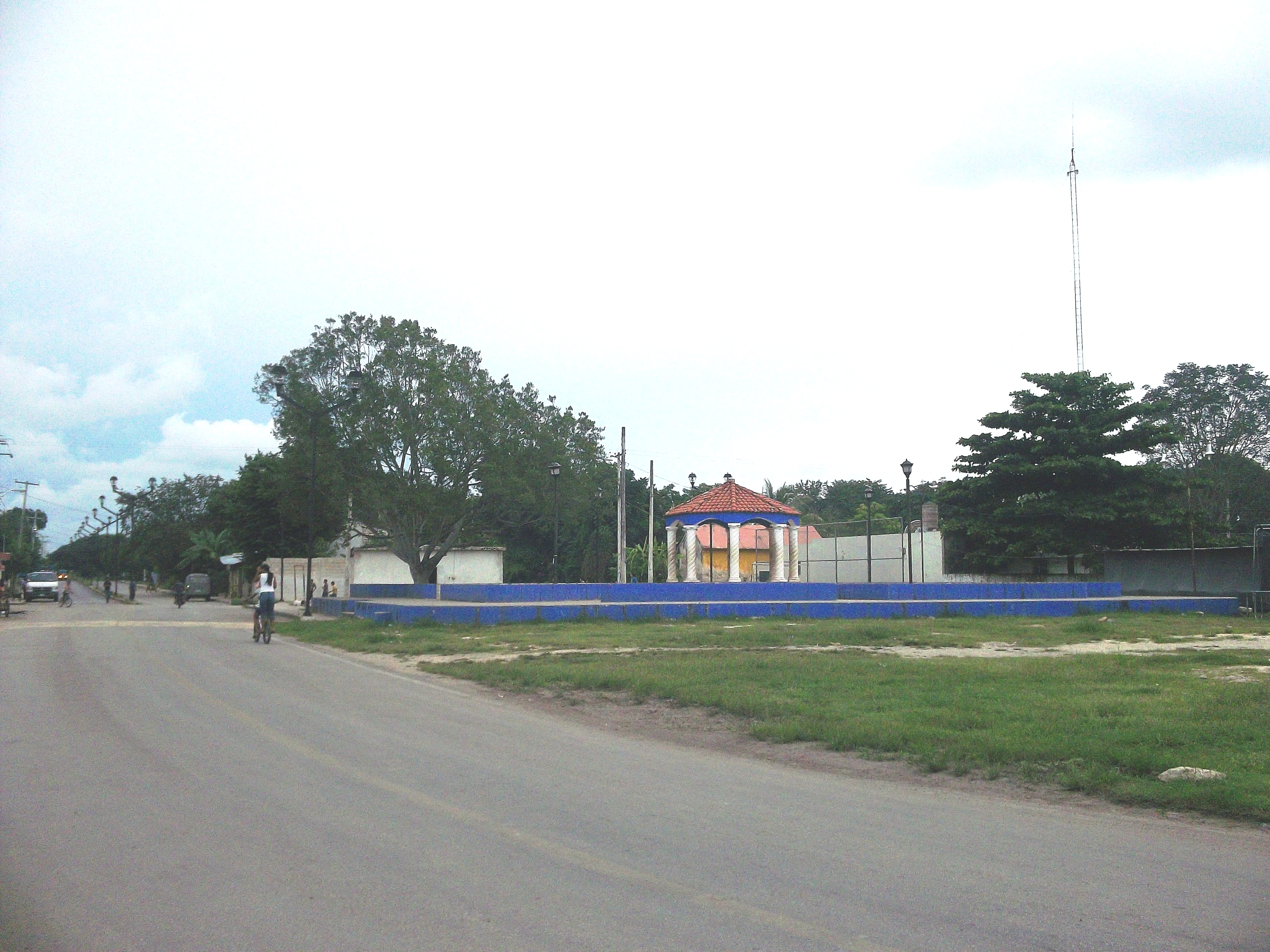
Parque principal.
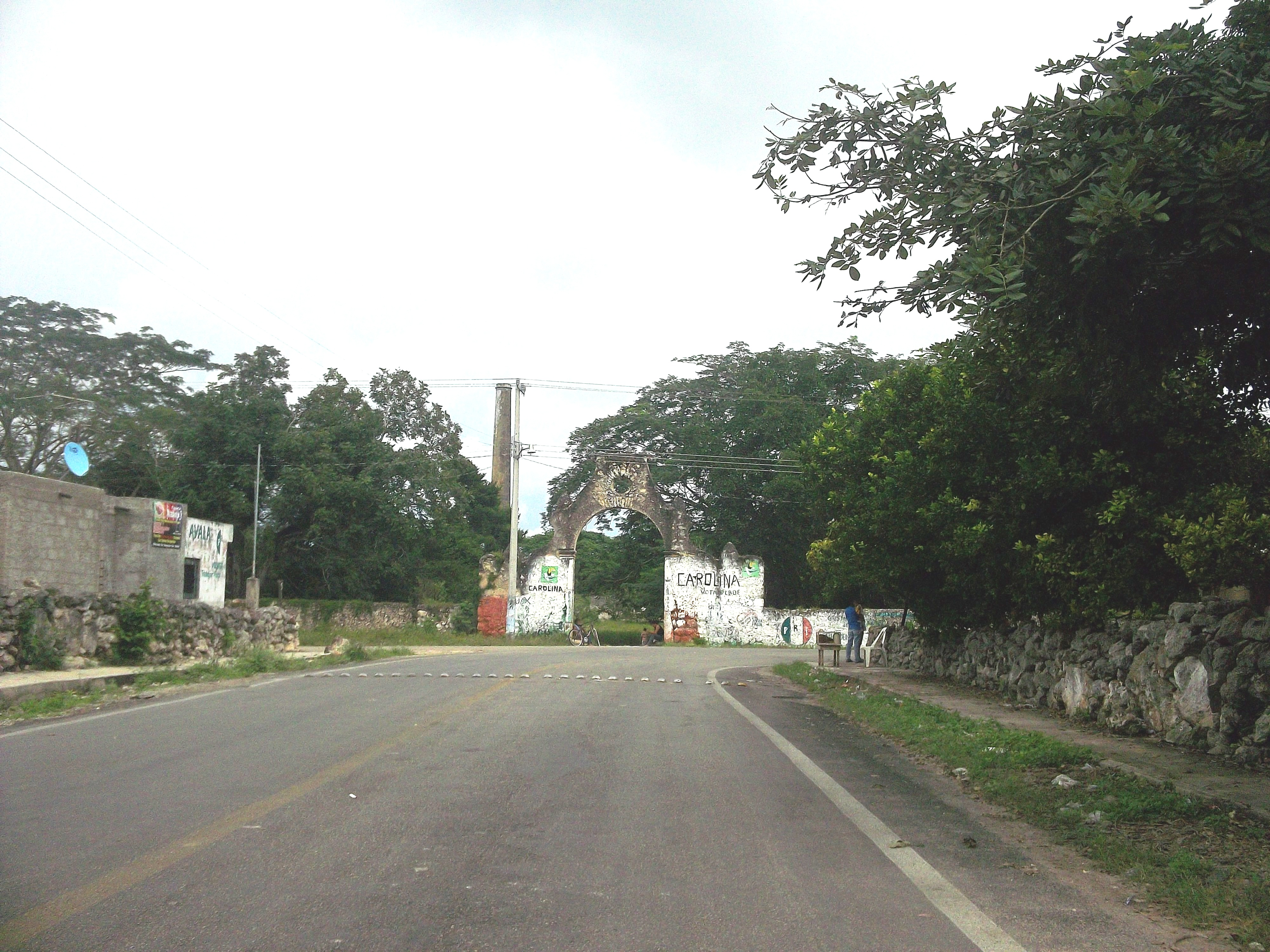
Hacienda.
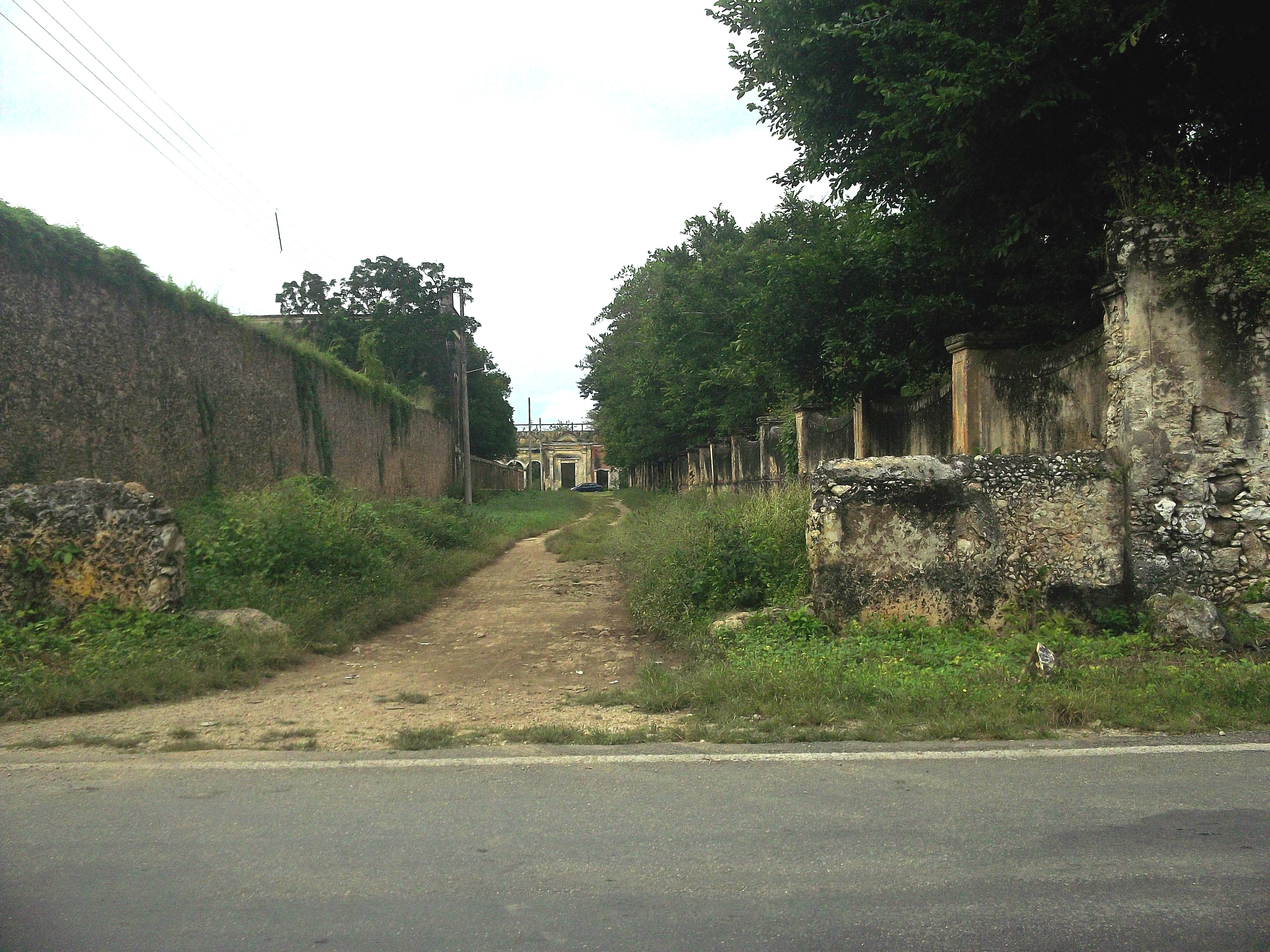
Hacienda.
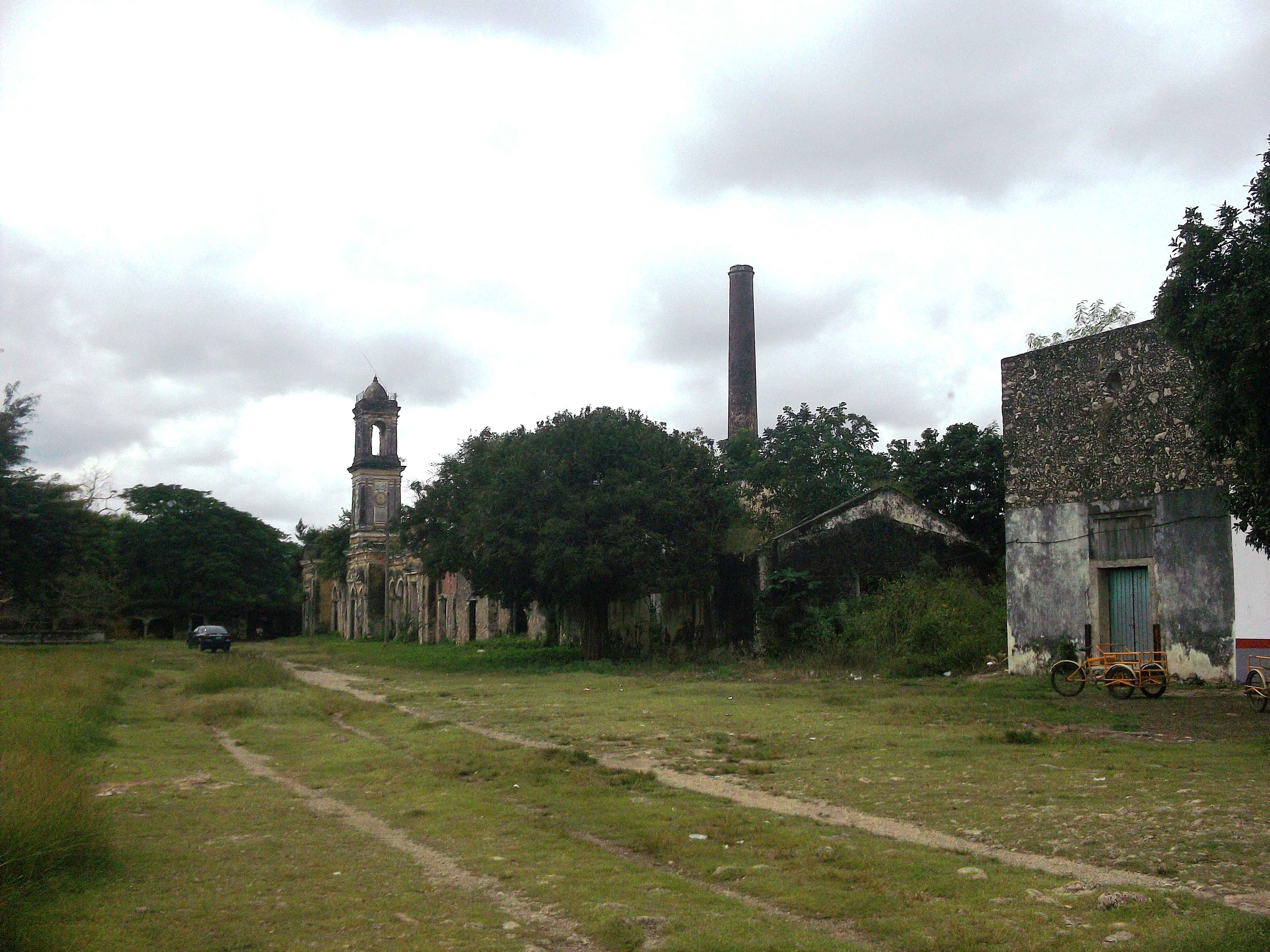
Hacienda.
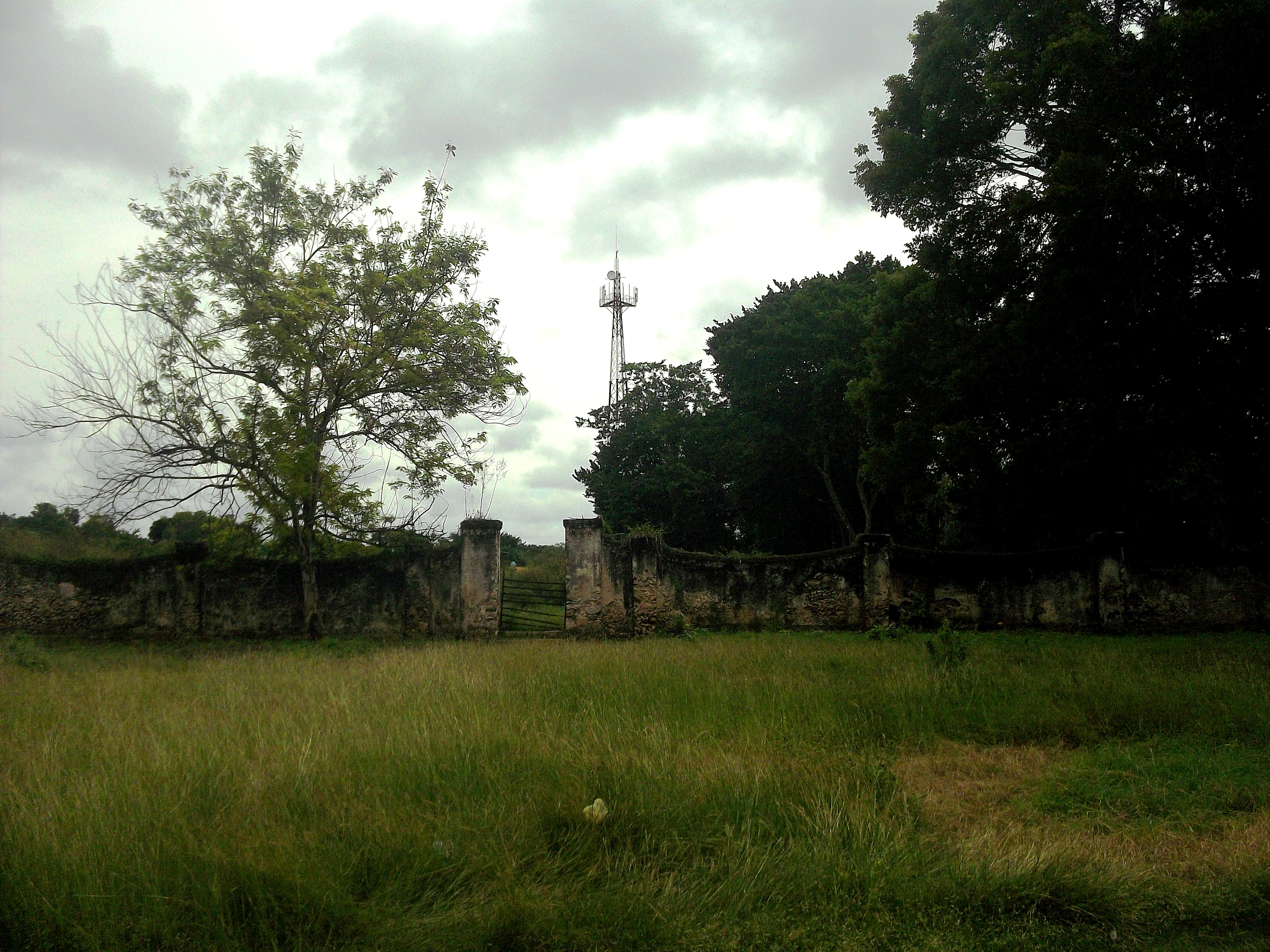
Hacienda.
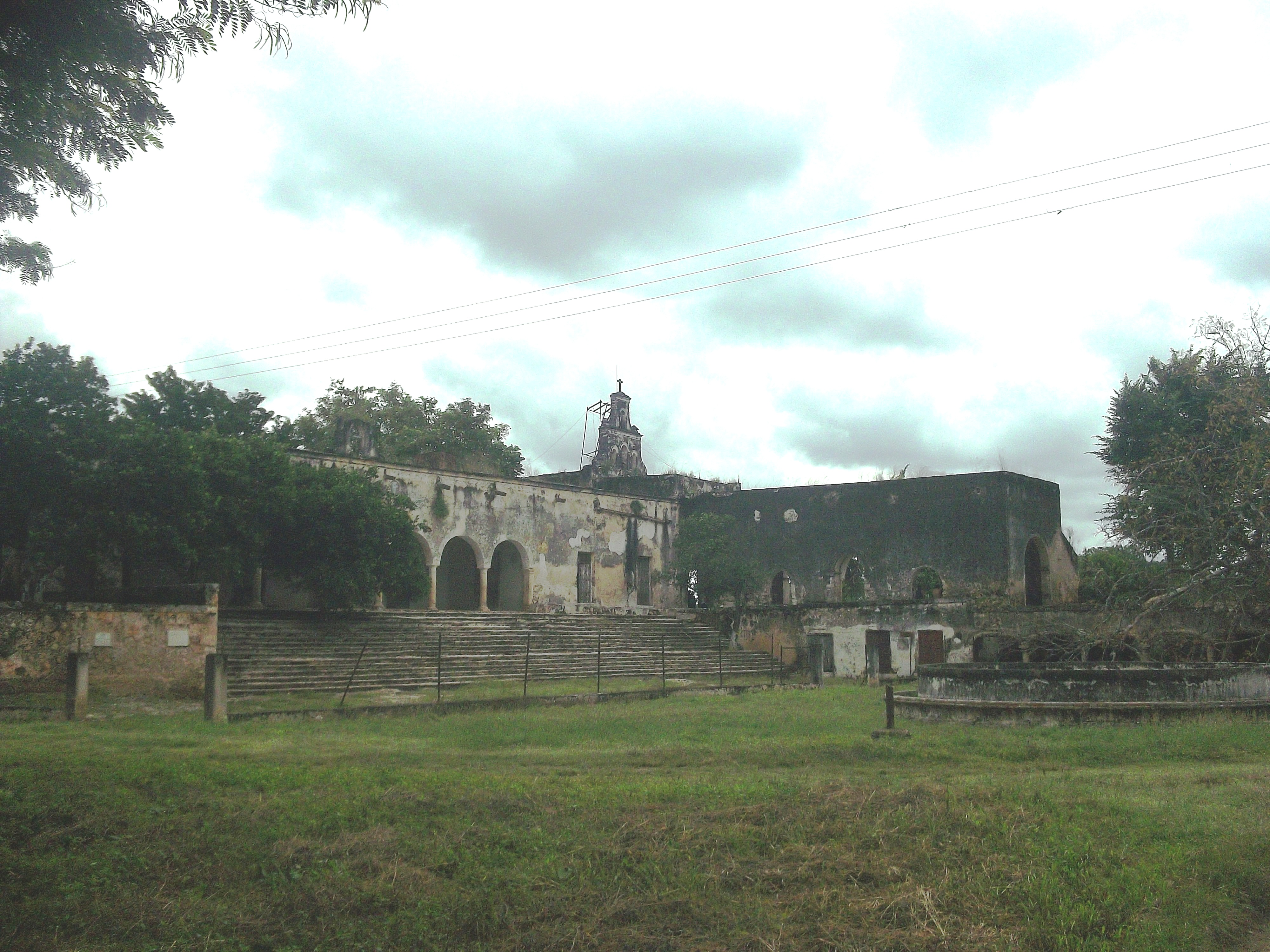
Hacienda.
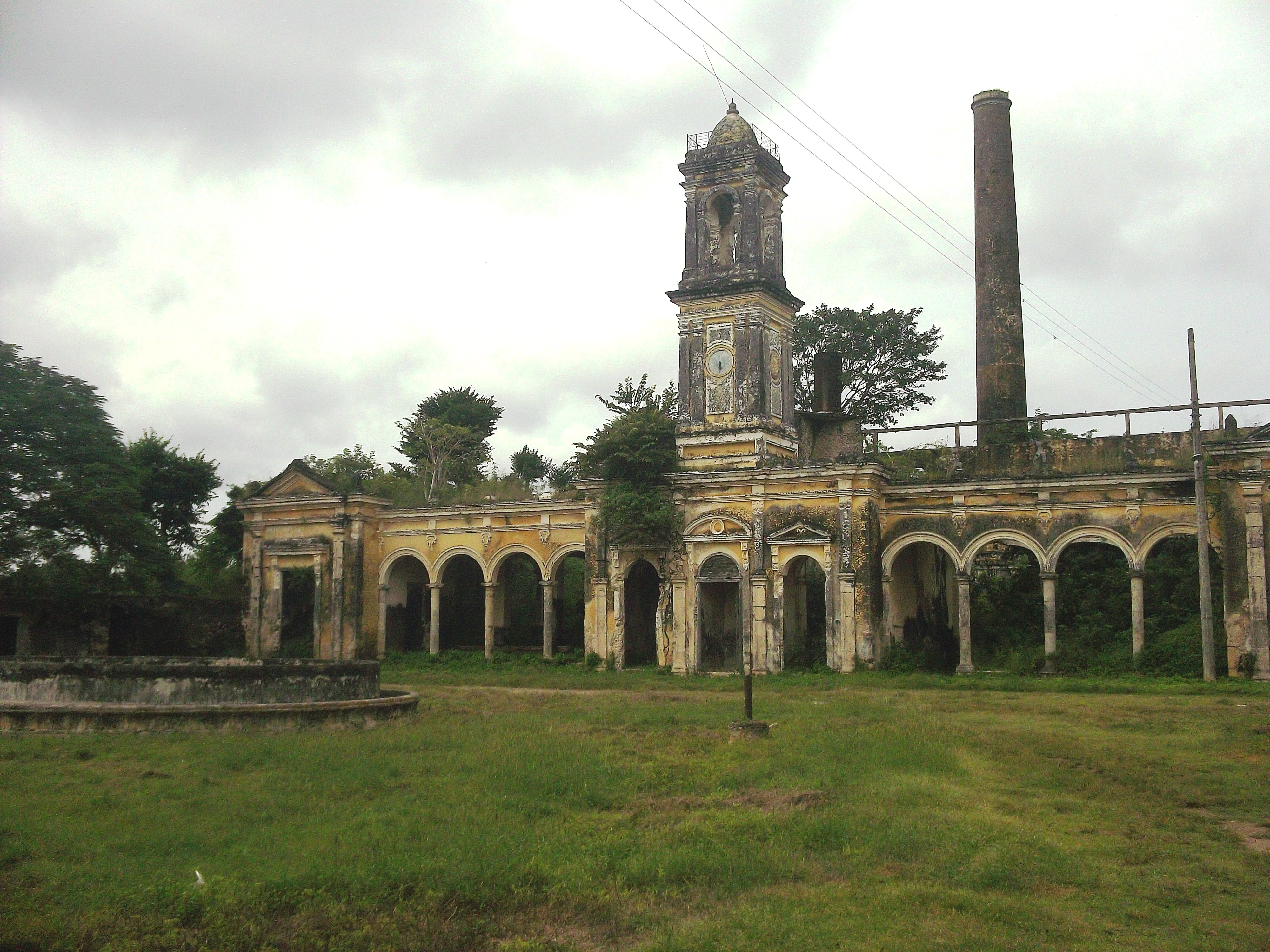
Hacienda.
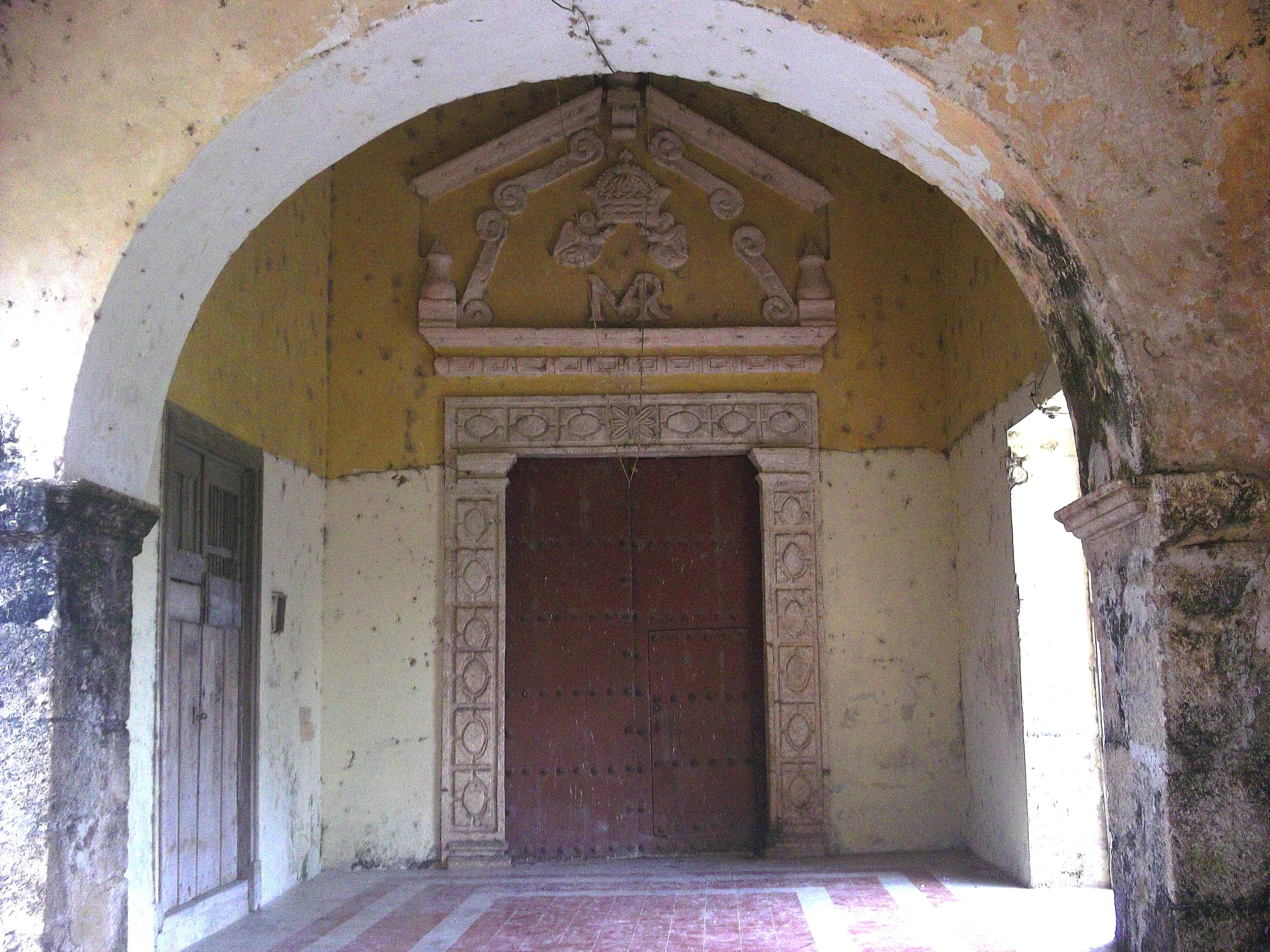
Hacienda.
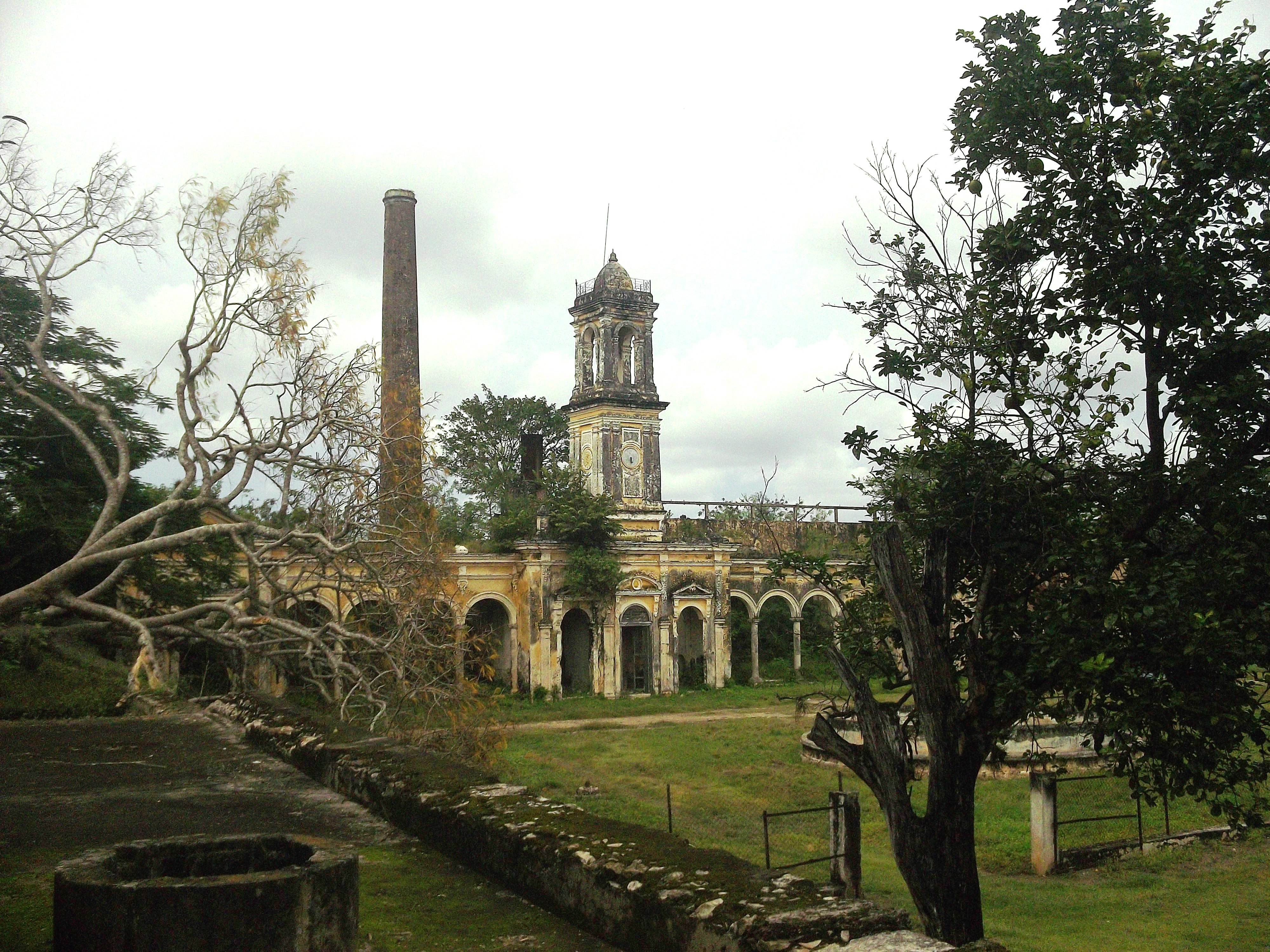
Hacienda.
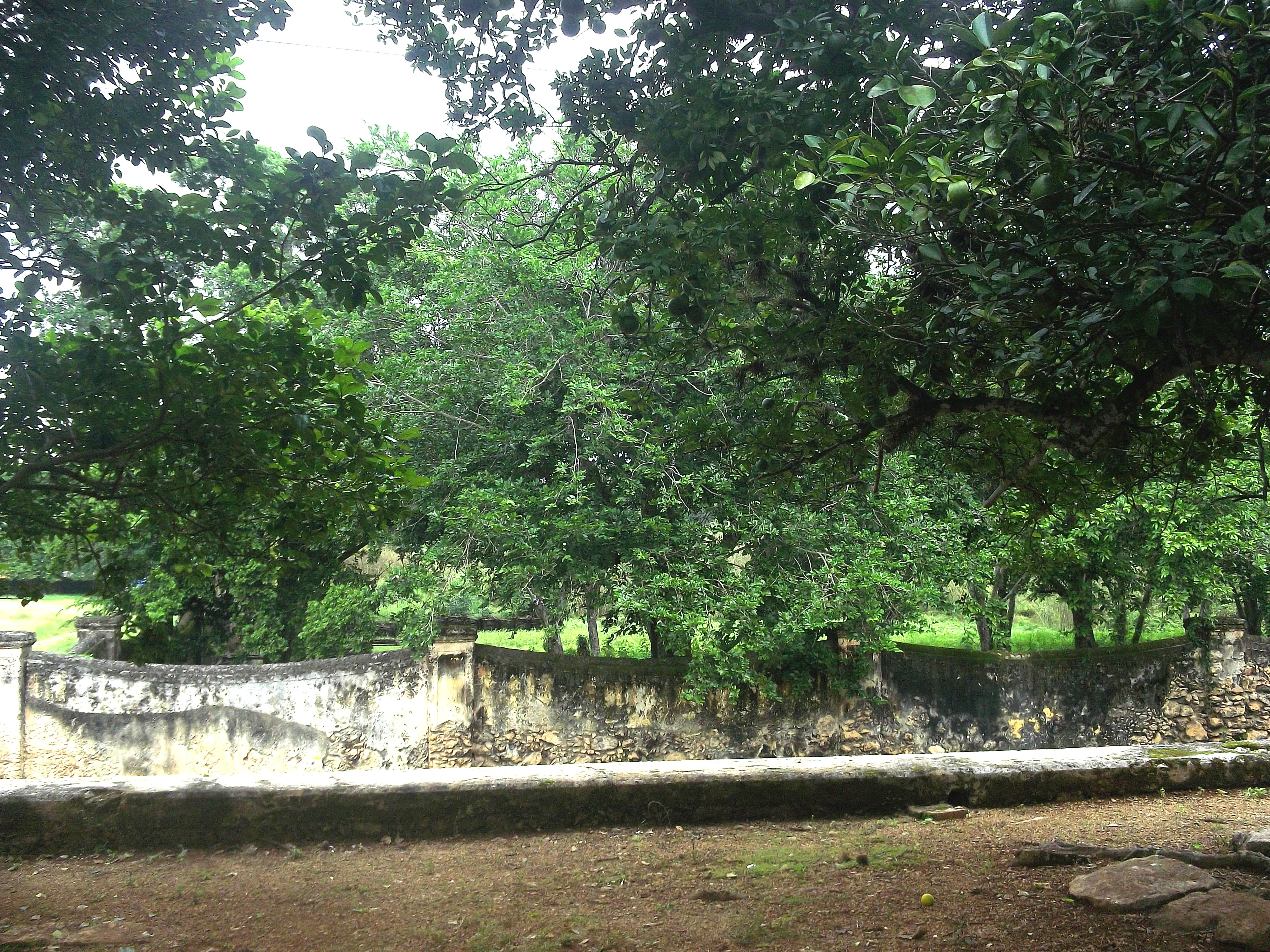
Hacienda.
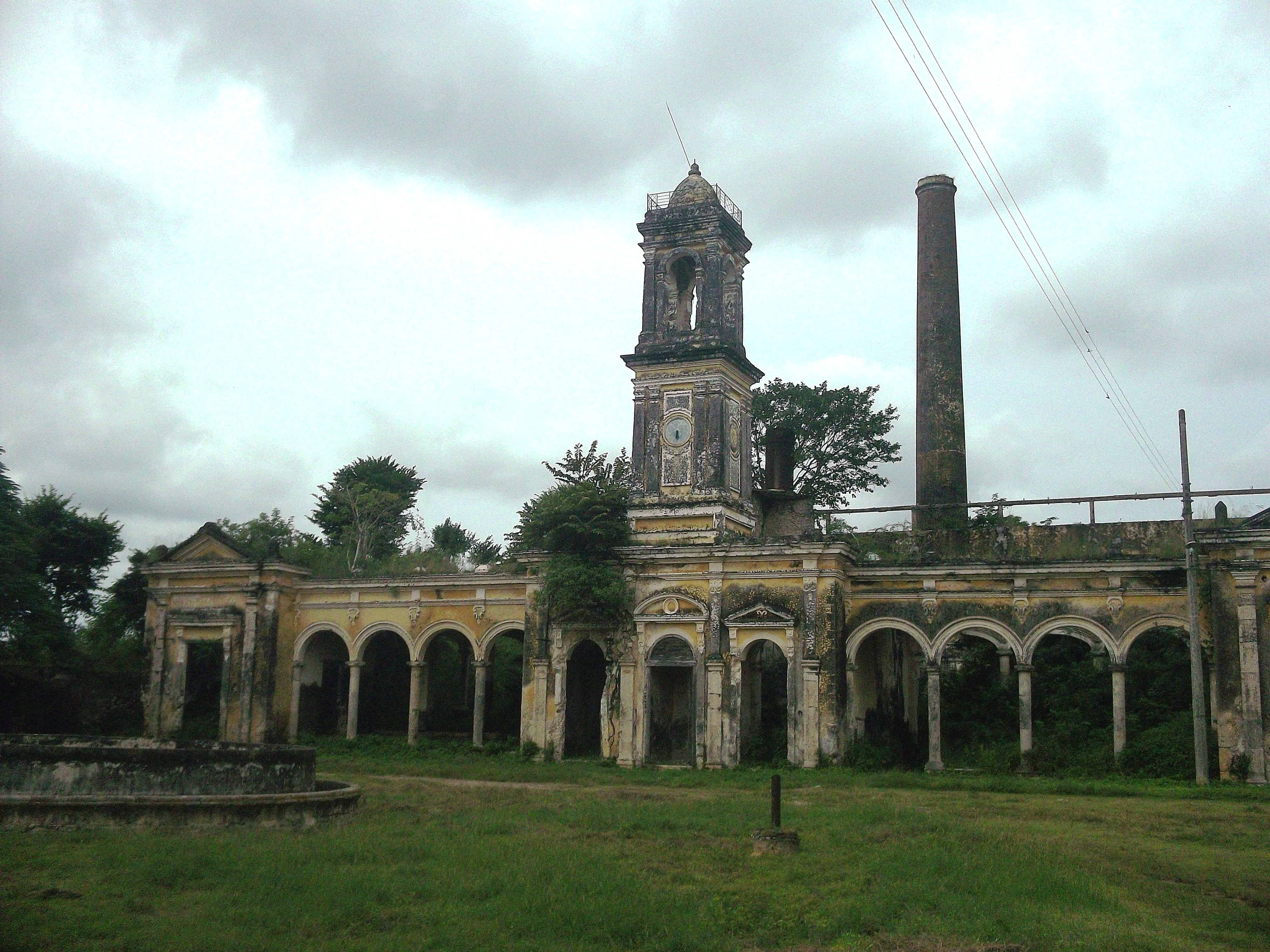
Hacienda.
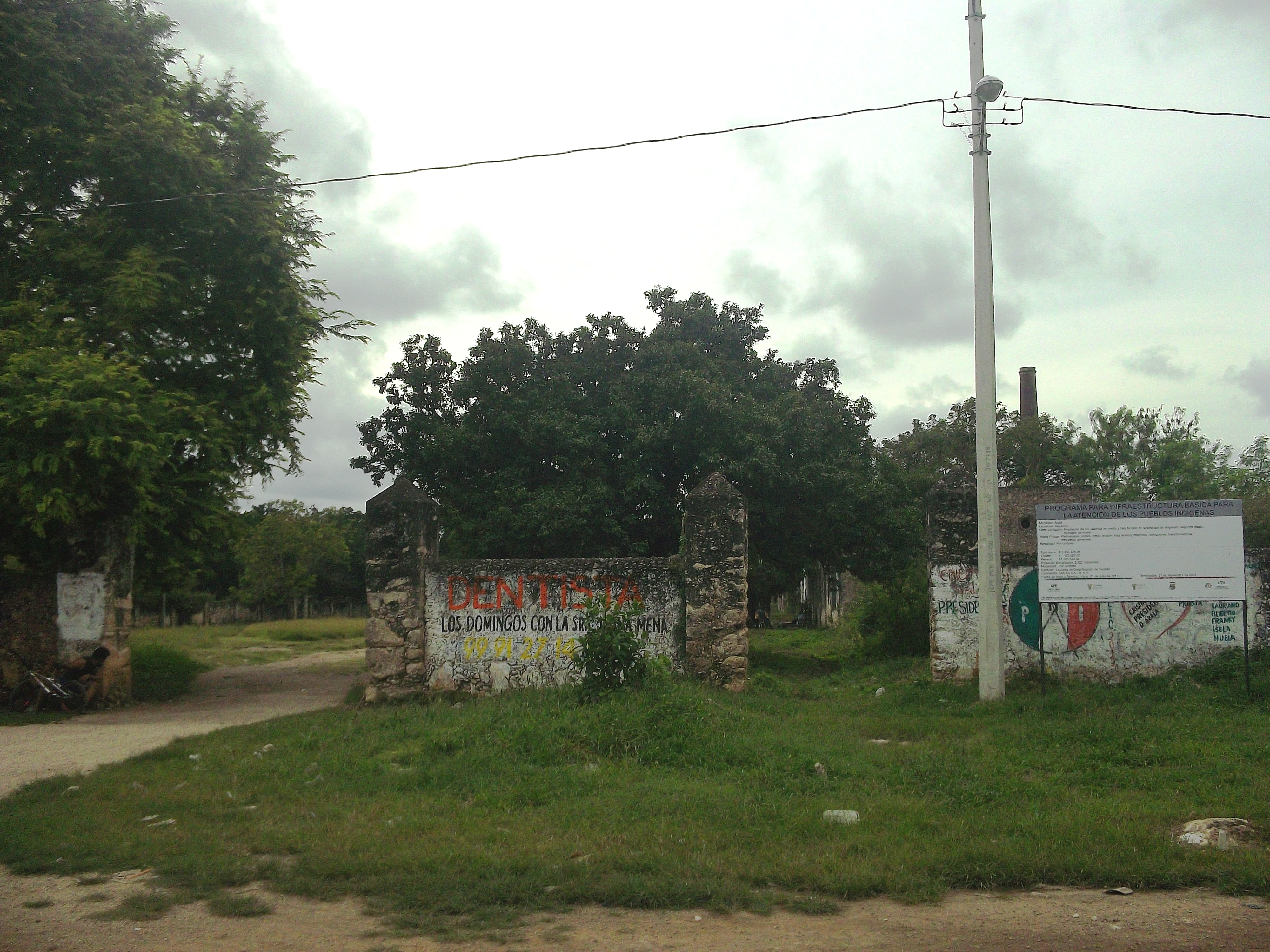
Hacienda.
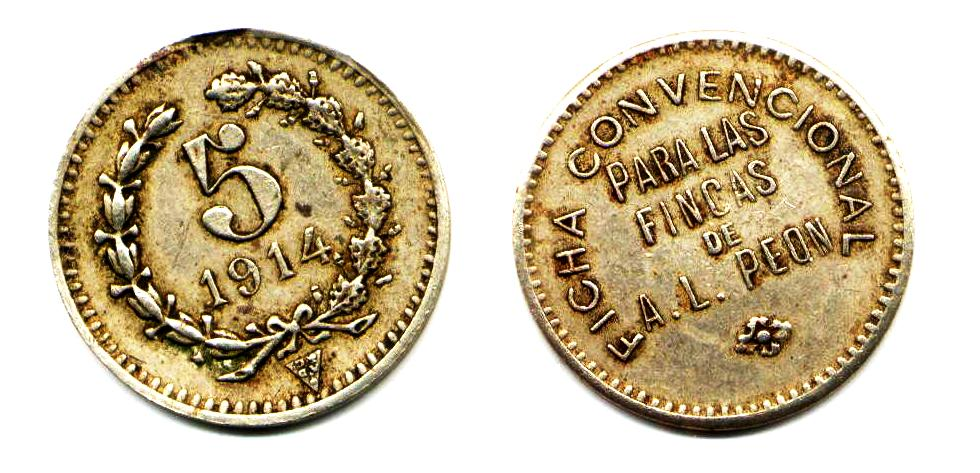
Ficha de pago por $ 0.05.
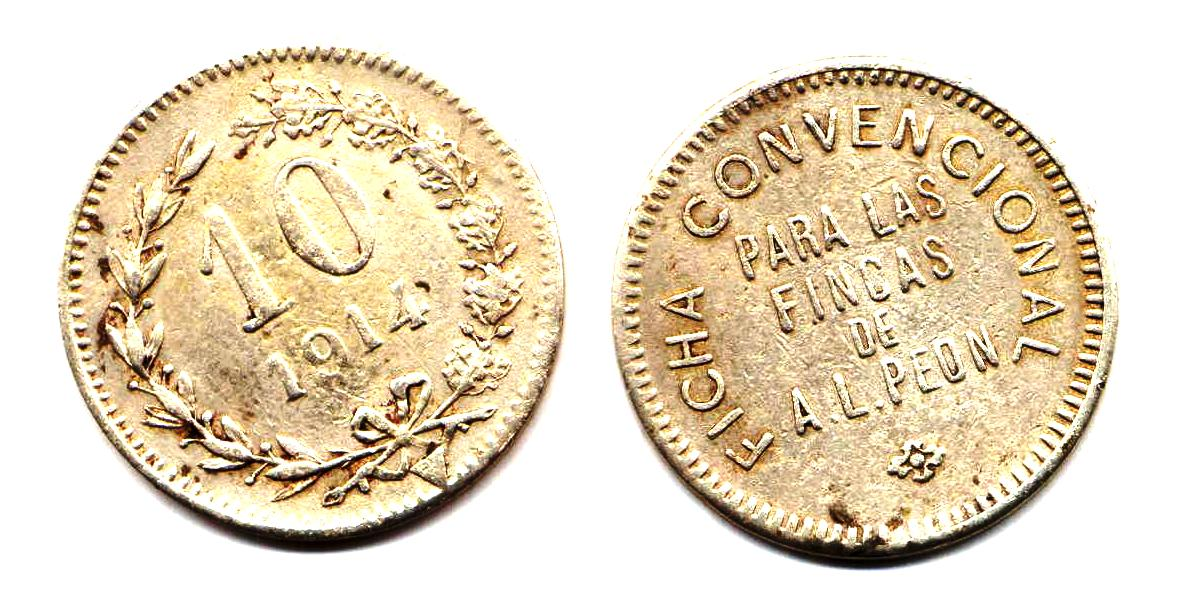
Ficha de pago por $ 0.10.
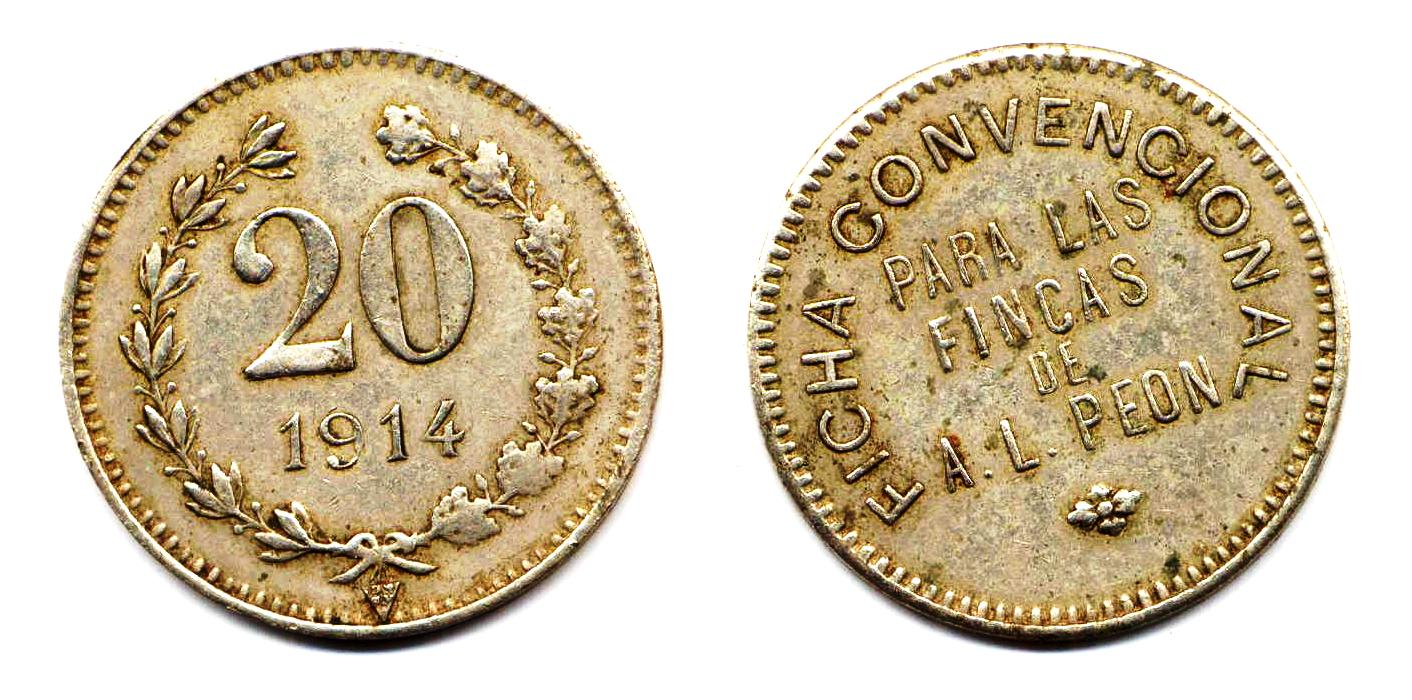
Ficha de pago por $ 0.20.
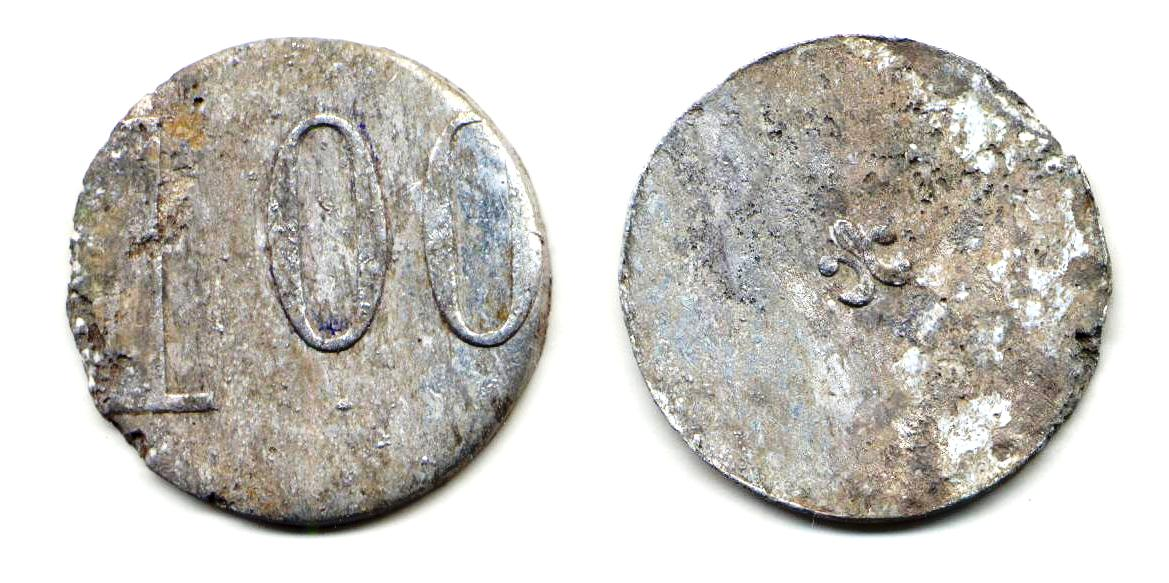
Ficha de pago por $ 1.00.